# Herbert A. Hauptman
Herbert Aaron Hauptman, Dr. (14. února 1917 New York – 23. října 2011 Buffalo) byl americký matematik. Propagoval a vyvinul matematickou metodu, která změnila celou část chemie a otevřela nové éry ve výzkumu struktur molekulárních krystalizovaných materiálů. Dnes jsou Hauptmanovy metody využívány pro řešení komplikovaných struktur. Královská švédská akademie věd za to jmenovala Hauptmana a Karleho laureáty Nobelovy ceny za chemii v roce 1985.

## Život
Byl nejstarším synem Izraelce Hauptmana a Leah Rosenfeldové. Oženil se s Edith Citrynellovou 10. listopadu 1940. Měl dvě dcery, Barboru (1947) a Carol (1950).
Zajímal se o matematiku od útlého věku, studoval ji na Townsendovské Harrisově střední škole, promoval na Městské Universitě v New Yorku (1937) a získal M.A. titul v matematice z Columbijské univerzity v roce 1939.
Po válce začal spolupráci s Jeromem Karlem v Navalově výzkumné laboratoři ve Washingtonu a zároveň se zapsal na Ph.D. program na Universitě v Marylandu. Tato kombinace matematiky a fyzikální chemie mu umožnila pustit se do problému fáze rentgenové krystalografie. V jeho monografii Řešení fáze nejasných I. centrosymmetrických krystalů jsou obsaženy jeho hlavní myšlenky a nejdůležitějším byl úvod do pravděpodobnostních metod.
V roce 1970 se připojil ke krystalografické skupině lékařské nadace Buffalo, ve které byl rešeršním ředitelem od roku 1972. Během této doby formuloval princip sousedství a koncept rozšiřování. Tyto teorie byly podpořeny vývojem během následujících dekád. Poté pracoval jako prezident Hauptman – Woodward Lékařského výzkumného ústavu, jako profesor v Department Biophysical Sciences a jako mimořádný profesor v Oddělení počítačové vědy na univerzitě v Buffalo (University at Buffalo, The State University of New York). Byl poctěn funkcemi jako Prezident washingtonské filozofické společnosti (Philosophical Society of Washington) (1969-1970), Prezident asociace nezávislých výzkumných ústavů (President of the Association of Independent Research Institutes) v roce 1979-1980.

## Životní dílo
Profesor Hauptman napsal přes 170 publikací, včetně článků v časopisech, výzkumných novinách, kapitol a knih.

## Ceny a tituly
- Beldenova cena za matematiku, City College New Yorku, 1936
- Společnost vědeckého výzkumu Ameriky- odměna za teoretické vědy Navalově výzkumné laboratoři, 1959
- Cena Patterson Award v roce 1984 udělená americkou Crystallographic Association
- Nobelova cena za chemii 1985 (pospolu s Jeromeem Karle)
- Čestný doktorát z University of Maryland, College Park in 1985
- Čestný doktorát z CCNY in 1986
- Citizen of the Year Award, Buffalo Evening News, 1986
- Norton Medal, SUNY, 1986
- Schoellkopf Award, American Chemical Society (Western New York Chapter) 1986
- Gold Plate Award, American Academy of Achievement, 1986
- Cooke Award, SUNY, 1987
- Establishment of the Eccles-Hauptman Student Award, SUNY, 1987
- Election to the National Academy of Sciences, 1988
- Humanist Laureate Award from the International Humanist and Ethical Union, 1988
- Čestný doktorát z University of Parma, Italy, 1989
- Čestný doktorát z D'Youville College, Buffalo, New York, 1989
- Čestný doktorát z Bar-Ilanovy univerzity, Izrael, 1990
- Čestný doktorát z Columbia University, 1990
- Čestný doktorát z Technical University of Lodz, Polsko, 1992
- Čestný doktorát z Queen's University, Kingston, Canada, 1993